# Campigny (Eure)
Campigny es una comuna francesa situada en el departamento de Eure, en la región de Normandía.

## Demografía
| 406 | 505 | 509 | 705 | 807 | 803 | 1101 |
| Para los censos de 1962 a 1999 la población legal corresponde a la población sin duplicidades (Fuente: INSEE [Consultar]) |     |     |     |     |     |      |